# 二次安检
二次安检是机场、火车站等场合进行的额外安全检查。

## 中国

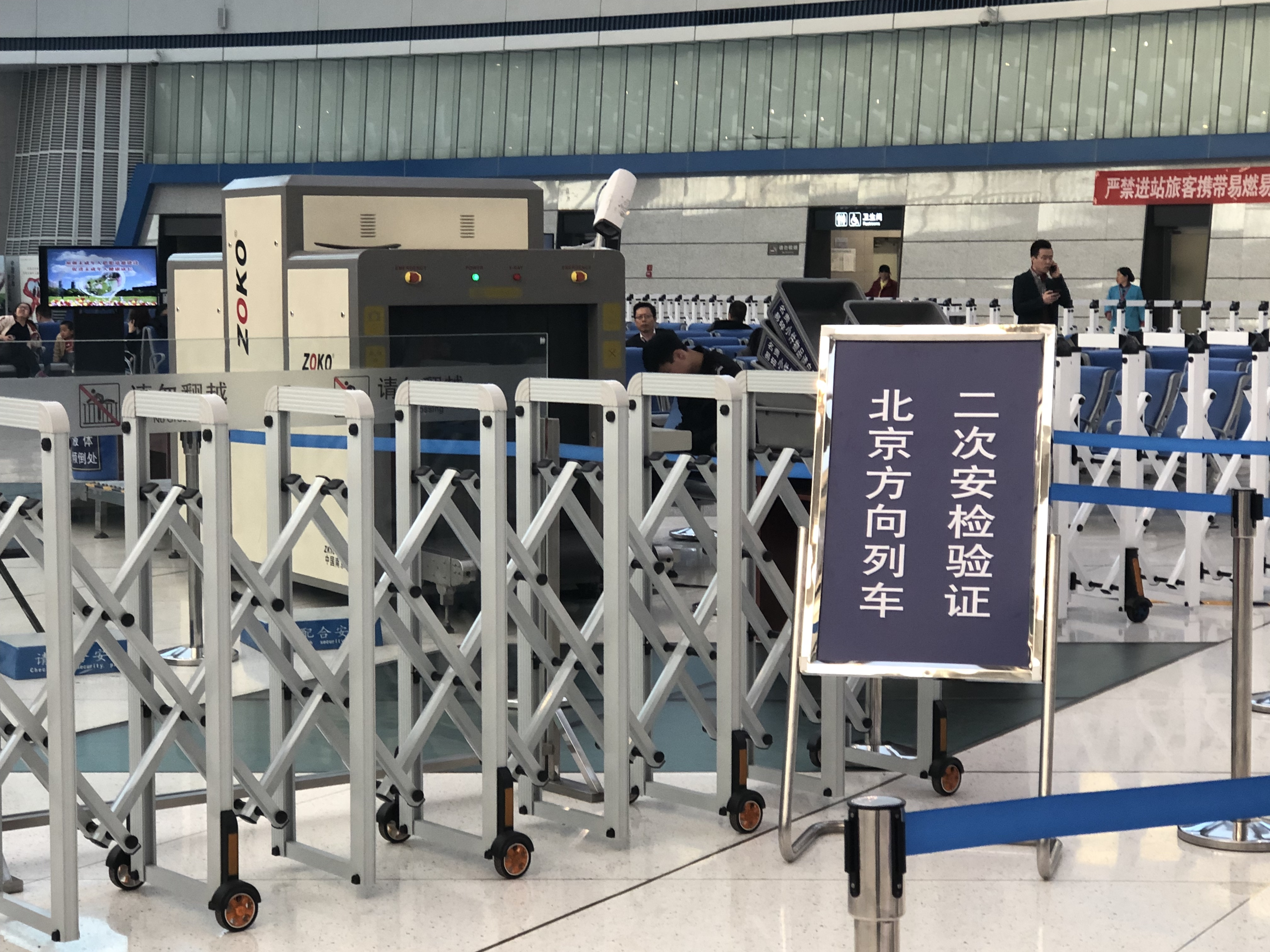
2019年3月间，天津滨海火车站内的进京二次安检检查点。

中国大陆的火车站或机场内有时会要求已在入场时接受过安检的乘客进行额外的安检。二次安检会安排在等候区的入口处或在等候区内划出一块场地进行。二次安检的流程一般和常规安检相似，但也可能增加开包检查。
一般而言当旅客前往的目的地正值举办大型活动或重要活动时，或乘坐的列车途经该地（不论旅客的目的地是否为该地），均会被列入要求二次安检的范围。

## 美国
911事件以后，美国运输安全管理局要求赴美航班和美国国内航班的部分乘客接受额外的安检。